# Hanna Chan
Hanna Chan, (chinois traditionnel : 陳漢娜) née le 24 septembre 1993 à Hong Kong, est une mannequin et actrice hongkongaise,. Elle obtenu une nomination pour le meilleur nouvel interprète dans Paradox aux 37e cérémonie des Hong Kong Film Awards en 2018.

## Filmographie sélective

### Cinéma
- 2017 : Lee Wing-chi dans Paradox de Wilson Yip
- 2021 : La femme de Will dans Limbo de Soi Cheang